# Isla Lang Fisher
Isla Lang Fisher (født 3. februar 1976 i Oman) er en australsk skuespiller, model og forfatter af skotsk oprindelse.

## Liv & Karriere
Isla Fisher er født i Muscat i Oman med skotske forældre. De og hendes fire brødre flyttede tidligt til Australien, hvor hun gik på Wellington Point High School i Brisbane. Hendes debut som skuespiller var som Robyn Devereaux i den australske fjernsynsserie Paradise Beach. Hendes egentlige gennembrud fik hun med rollen som den ekstravagante og seksuelt flamboyante Shannon Reed i den australske soapopera-serie Home and Away, hvor hun medvirkede fra 1994 til 1997, indtil hun løb væk med sin lesbiske elsker. I samme periode skrev hun to teenageromaner: Seduced by Fame og Bewitched. I 1998 flyttede hun til London og senere med sin forlovede, den engelske skuespiller Sacha Baron Cohen, til Hollywood. De er nu gift. I USA fik hun i 2002 rollen som Mary-Jane i Scooby-Doo og i 2005 en større rolle i den roste komedie Wedding Crashers, som gav hende en MTV Breakthrough Performance Award.

## Filmografi

### Film
| År   | Titel                       | Rolle              | Noter          |
| ---- | --------------------------- | ------------------ | -------------- |
| 1997 | Bum Magnet                  | Emma               | Short film     |
| 1998 | Furnished Room              | Jennie             | Short film     |
| 2000 | Out of Depth                | Australian Girl #1 |                |
| 2001 | Swimming Pool               | Kim                |                |
| 2002 | Dog Days                    | Bianca             |                |
| 2002 | Scooby-Doo                  | Mary Jane          |                |
| 2003 | The Wannabes                | Kirsty             |                |
| 2003 | Dallas 362                  | Redhead            |                |
| 2004 | I Heart Huckabees           | Heather            |                |
| 2005 | Wedding Crashers            | Gloria Cleary      |                |
| 2005 | London                      | Rebecca            |                |
| 2006 | Wedding Daze                | Katie              |                |
| 2007 | The Lookout                 | Luvlee             |                |
| 2007 | The Simpsons Movie          | Consultant         | Scenes deleted |
| 2007 | Hot Rod                     | Denise             |                |
| 2008 | Definitely, Maybe           | April              |                |
| 2008 | Horton Hears a Who!         | Dr. Mary Lou Larue | Stemme         |
| 2009 | Confessions of a Shopaholic | Rebecca Bloomwood  |                |
| 2010 | Burke and Hare              | Ginny Hawkins      |                |
| 2011 | Rango                       | Beans              | Voice          |
| 2012 | Bachelorette                | Katie              |                |
| 2012 | Rise of the Guardians       | Tooth Fairy        | Voice          |
| 2013 | The Great Gatsby            | Myrtle Wilson      |                |
| 2013 | Now You See Me              | Henley Reeves      |                |
| 2013 | Life of Crime               | Melanie Ralston    |                |
| 2015 | Visions                     | Eveleigh           |                |
| 2015 | Klovn Forever               | Sig selv           | Cameo          |
| 2016 | Grimsby                     | Jodie Figgs        |                |
| 2016 | Nocturnal Animals           | Laura Hastings     |                |
| 2016 | Keeping Up with the Joneses | Karen Gaffney      |                |
| 2018 | Tag                         | Anna Malloy        |                |
| 2019 | The Beach Bum               | Minnie             |                |
| 2019 | Greed                       | Samantha           |                |
| 2020 | Blithe Spirit               | Ruth Condomine     |                |
| 2020 | Godmothered                 | MacKenzie Walsh    |                |
| 2021 | Back to the Outback         | Maddie             | Stemme         |

### Tv
| År         | Titel                | Rolle                  | Noter                               |
| ---------- | -------------------- | ---------------------- | ----------------------------------- |
| 1993       | Bay Cove             | Vanessa Walker         | Serie                               |
| 1993       | Paradise Beach       | Robyn Devereaux Barsby | 2 episoder                          |
| 1994–1997  | Home and Away        | Shannon Reed           | 345 episoder                        |
| 1999       | Oliver Twist         | Bet                    | Miniserie                           |
| 2000       | Sunburn              | Woman                  | 1 episode                           |
| 2000       | Hearts and Bones     | Australian Barmaid     | 1 episode                           |
| 2001       | Attila               | Cerca                  | Miniseries                          |
| 2002       | Beastmaster          | Demon Manaka           | 1 episode                           |
| 2003       | Da Ali G Show        | Thug Bitch (Spyz)      | 1 episode "Belief"                  |
| 2004       | Pilot Season         | Butterfly              | 1 episode                           |
| 2010       | Neighbors from Hell  | Unnamed                | 3 episodes; voice                   |
| 2011       | Bored to Death       | Rose                   | 2 episodes                          |
| 2013, 2018 | Arrested Development | Rebel Alley            | 13 episodes (sæson 4–5)             |
| 2015       | Sofia the First      | Button                 | 2 episodes; voice                   |
| 2018       | Angie Tribeca        | Lana Bobanna           | 1 Episode: "Glitch Perfect"         |
| 2020       | Curb Your Enthusiasm | Carol                  | 1 episode                           |
| 2022       | Wolf Like Me         | Mary                   | Hovedrolle, også executive producer |